# Неудържимият жълт йети
„Неудържимият жълт йети“ (на английски: The Unstoppable Yellow Yeti) е анимационен сериал, продуциран от Zodiak Kids Studios и Gigglebug Entertainment, съвместно със The Walt Disney Company EMEA. Сериалът е създаден от Анту Харлин и Йонас Дути, и е излъчен премиерно по Дисни Ченъл на 14 май 2022 г.

## В България
В България сериалът започва излъчване по Дисни Ченъл на 5 декември 2021 г. Дублажът е нахсинхронен в Доли Медия Студио.